# Akasha (grupo)
Akasha es una banda de rock originaria de Costa Rica, formada en 2005 en San José. Ha establecido una presencia significativa en América Latina, Europa y Estados Unidos. Su música ha acumulado millones de reproducciones en plataformas digitales y videos musicales, y varios de sus sencillos han tenido rotación en canales musicales internacionales como MTV Latinoamérica, Telehit y MTV Tres en Estados Unidos.

## Historia
Akasha fue fundada por el guitarrista Emmanuel Sotela en 2002, consolidando su alineación oficial en 2005. A lo largo de los años, la banda ha tenido cambios en su formación. Los miembros actuales son:
- Mauni Villa (Manuel Villalobos) – voz principal
- Emmanuel “Emma” Sotela – guitarra
- Pablo "Pab" Mejía – guitarra
- Andrés Contreras – bajo y coros
- José Bolaños – batería

## Giras y festivales internacionales
Akasha ha actuado en algunos de los festivales musicales más importantes de América Latina, incluyendo el Vive Latino en México, evento que reúne a más de 80.000 asistentes. También ha participado en el Hell & Heaven Metal Fest, Force Fest, Tecate Sonoro en México, y ha trabajado en México con OCESA, la principal promotora de conciertos del país, como parte de sus giras internacionales. Otros festivales incluyen el Festival Imperial en Costa Rica, el Festival Nuestro en Argentina, y el Empire Music Festival (EMF) en Guatemala. También se presentó en el International Tattoo Music Fest en Colombia.
Entre 2016 y 2017, Akasha realizó una gira europea en más de 10 países, incluyendo España, Alemania, Francia, Suecia, Dinamarca, Bélgica, Países Bajos e Italia. Su participación en festivales internacionales fue destacada por medios como el periódico Los Angeles Times.

## Teloneros
Akasha ha abierto conciertos para bandas internacionales como Aerosmith, Evanescence, Korn, P.O.D. y Limp Bizkit, tocando ante miles de personas en estadios y arenas de América Latina.

## Reconocimientos y premios
Akasha ganó el premio a Mejor Artista Costarricense en los Premios Los 40 Principales celebrados en Madrid, España en 2009 y 2011. Su nominación también fue cubierta por la revista Billboard. La banda recibió además el premio ACAM en dos ocasiones como Artista Costarricense con Mayor Proyección Internacional.

## Patrocinios
Akasha cuenta con el patrocinio de la marca internacional de guitarras PRS Guitars, relación que fue destacada en el sitio web oficial de la empresa.

## Compromiso ambiental
Akasha fue embajadora oficial de la World Wide Fund for Nature (WWF) representando a Costa Rica en la campaña global La Hora del Planeta.

## Producción y colaboraciones
El álbum Cerca del Sol fue grabado en Los Ángeles en los estudios United Recording Studios en Sunset Boulevard (anteriormente conocidos como Ocean Way Recording) y producido por Benny Faccone, productor ganador de varios premios Grammy, quien ha trabajado con Barbra Streisand, Ricky Martin, Carlos Santana y Maná. Su más reciente álbum Aurora fue producido por Erik Canales, vocalista de la banda nominada al Grammy Allison, y mezclado/masterizado por Taylor Larson, conocido por su trabajo con Asking Alexandria, Periphery, From First to Last, I See Stars, Veil of Maya y Within Temptation.

## Discografía
- Descriptar (2006)
- Cerca del Sol (2010)
- Renacer (2013) (Sencillo)
- Revoluciones (2015)
- Aurora (2019)
- Auroras Live (2023)

## Exintegrantes
- Julio Najera – voz principal[21]
- Roberto (Bob) Artavia – guitarra[22]
- Alberto (Beto) Cartín – guitarra
- Narayan Barrantes – batería